# Vaya Con Dios
Vaya Con Dios je belgijski glazbeni sastav kojeg su 1986. osnovali Dani Klein, Dirk Schoufs, i Willy Lambregt (kojeg je kasnije zamijenio Jean-Michel Gielen). Na španjolskom znači "Idi s Bogom".
Imali su međunarodni uspjeh s pjesmom "Just a Friend of Mine" (hit u Francuskoj), "What's a Woman?" (Broj 1 na radijskim ljestvicama u Nizozemskoj 1990-e), "Nah Neh Nah" (1990.), "Don't Cry for Louie", "Puerto Rico", "Heading for a Fall", "Johnny" i "Don't Break My Heart".
Ukupno, Vaya Con Dios su prodali više od 7 milijuna albuma i više od 3 milijuna singlica. 

## Povijest sastava
Dani Klein, glavni vokal i Willy Lambregt su prije nastupali u sastavu Arbeid Adelt!, a onda su odlučili osnovati sastav Vaya Con Dios zajedno s kontrabasistom Dirkom Schoufsom, jer su sve troje pokazivali interes za romsku glazbu, jazz i operu – žanrove koje su voljeli i koji nisu bili uobičajni u Bruxellesu.
Njihov prvi singl, Just a Friend of Mine, imao je latinske zvuke i postao je veliki hit u Francuskoj, gdje je prodat u više od 300 000 primjeraka. Nakon toga Willy Lambregt napušta sastav, a zamjenjuje ga Jean-Michel Gielen.
Iako je Vaya Con Dios imao uspjeha u dosta latinoameričkih zemalja, skoro da je bio nepoznat u Nizozemskoj, dijelom zato što je bio belgijski sastav, ali i zbog njihovog romskog glazbenog stila. U ljeto 1990. konačno postaju popularni i u Nizozemskoj sa singlom What's a Woman?, koji je bio broj 1 čitava tri tjedna i tako učinivši članove Vaya Con Dios drugim belgijskim glazbenicima, koji su imali hit broj 1 u Nizozemskoj (prvi je bio Ivan Heylen 1974.) Pjesma govori o povezanosti čovjeka i žene, koji ne mogu jedno bez drugoga.
Tijekom 1991. godine, Dani Klein i Dirk Schoufs se razilaze, a nakon razlaza, Klein počinje svirati s poznatim glazbenicima. 24. svibnja 1991. godine, Schoufs umire od AIDS-a (bio je HIV pozitivan, zbog njegove ovisnosti o heroinu). Njihov treći album, Time Flies je melanholičniji od njegovih predthodnika. 
Iako se vremenom glazbeni zvuk sastava mijenjao, Vaya Con Dios je stekao popularnost u većem dijelu Evrope – naročito u Francuskoj, Njemačkoj i Skandinaviji, sve do 1996., kada se Klein prestaje baviti glazbom zbog previše stresa. Ona se vraća u glazbene vode 1999. kao pjevačica sastava Purple Prose, koji je iste godine, izdao istoimeni debitantski album. Vaya Con Dios se vraća 2004. godine s novim albumom The Promise, kojeg nije izdala ni jedna izdavačka kuća.
Tijekom 2006., sastav izdaje album The Ultimate Collection, kompilaciju najvećih hitova, s DVD-om koncerta u Bruxelles i s još nekim dodacima, kao što je intervju s Dani, neke neobjavljene slike i izjave o prvom nepoznatom singlu Pauvre Diable.

## Diskografija

### Albumi
- Listopad 1988. - Vaya Con Dios
- Travanj 1990. - Night Owls
- Rujan 1992. - Time Flies
- Rujan 1995. - Roots and Wings
- Listopad 1995. - Best of Vaya Con Dios
- Studeni 1998. - What's a Woman: The Blue Sides of Vaya Con Dios
- Listopad 2004. - The Promise
- Studeni 2006. - The Ultimate Collection
- Listopad 2009. -  Comme on est venu

### Singlovi
- 1986. "Just a Friend of Mine"
- 1987. "Puerto Rico"
- 1988. "Don't Cry for Louie"
- 1989. "Johnny"   Only released in France
- 1990. "Nah neh nah"
- 1990. "What's a Woman?"
- 1990. "Night Owls"
- 1992. "Heading for a Fall"
- 1993. "So Long Ago"
- 1995. "Don't Break My Heart"
- 1996. "Stay with Me"
- 1996. "Lonely Feeling"
- 2004. "No One Can Make You Stay"
- 2005. "La Vida Es Como Una Rosa/Take Heed"
- 2006. "Pauvre Diable"
- 2006. "What's a Woman" ft. Aaron Neville
- 2009. "Les voiliers sauvages de nos vies"